# Лінія KW

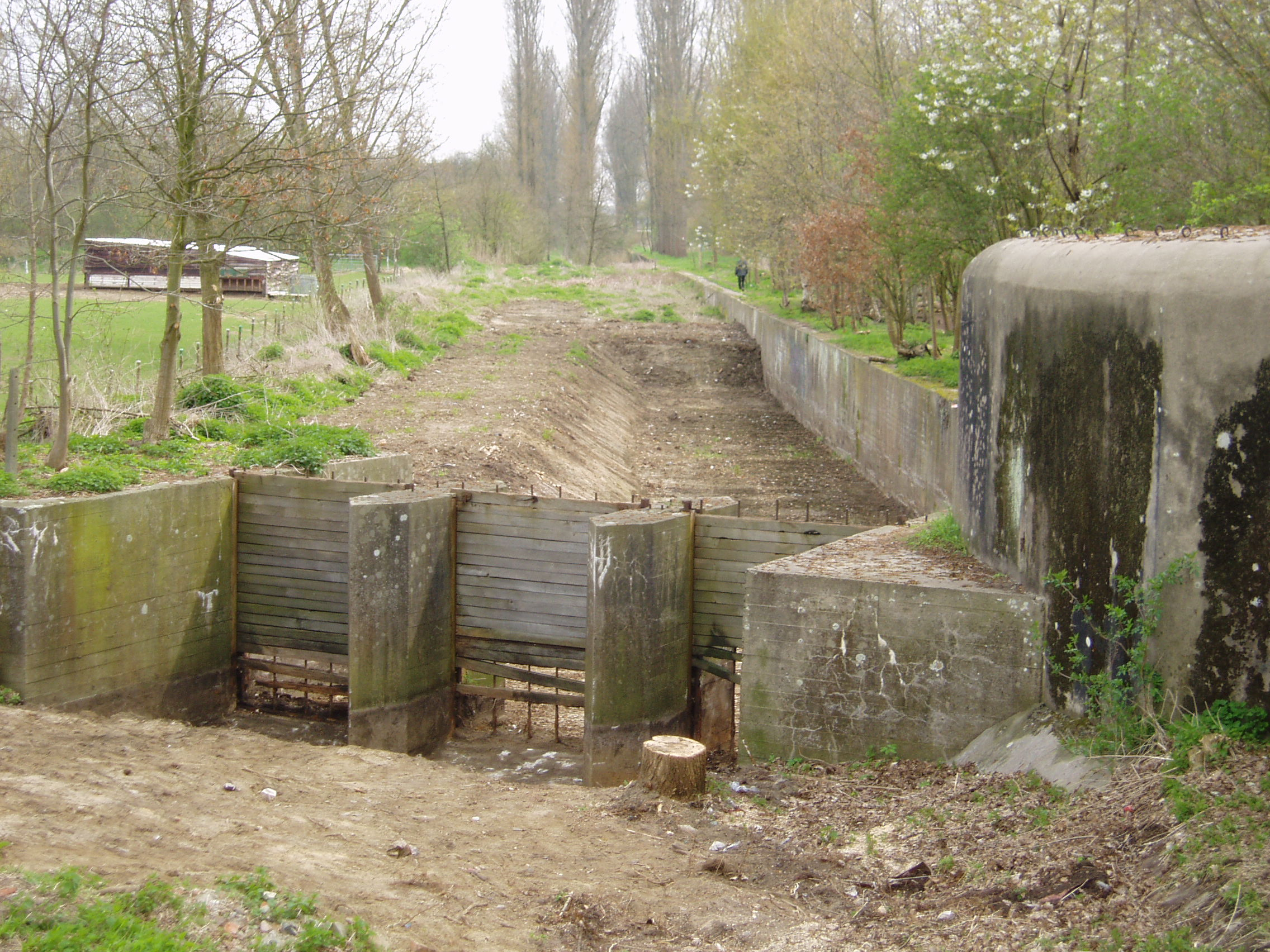
Вид на бункер H4 і водопровід, який використовувався для затоплення території перед танковою барикадою біля села Гаахт. Це частина лінійки KW.

Лінія Конінгсхойкт — Вавр (англ. Koningshooikt—Wavre), скорочена до лінії KW (фр. Ligne KW; нід. KW-stelling) і часто відома як лінія Дайле на честь річки Дайле, становила 60 кілометрів — довжина укріпленя лінії оборони, підготовлена бельгійською армією між Конінгсхойкт (провінція Антверпен) і Вавр (провінція Брабант), призначена для захисту Брюсселя від можливого німецького вторгнення. Будівництво лінії KW почалося у вересні 1939 року після початку Другої світової війни, але сама Бельгія залишалася нейтральною державою. Згодом його було розширено на південь від Вавра до Намюра (провінція Намюр). Сама лінія складалася з бункерів, протитанкових ровів і барикад, включаючи так звані елементи Cointet, і відігравала ключову роль у стратегії союзників під час німецького вторгнення до Бельгії в травні 1940 року. Однак його роль у фактичних боях була в кінцевому підсумку мінімальною. У 2009 році розпочато інвентаризацію вцілілих вогнищ.

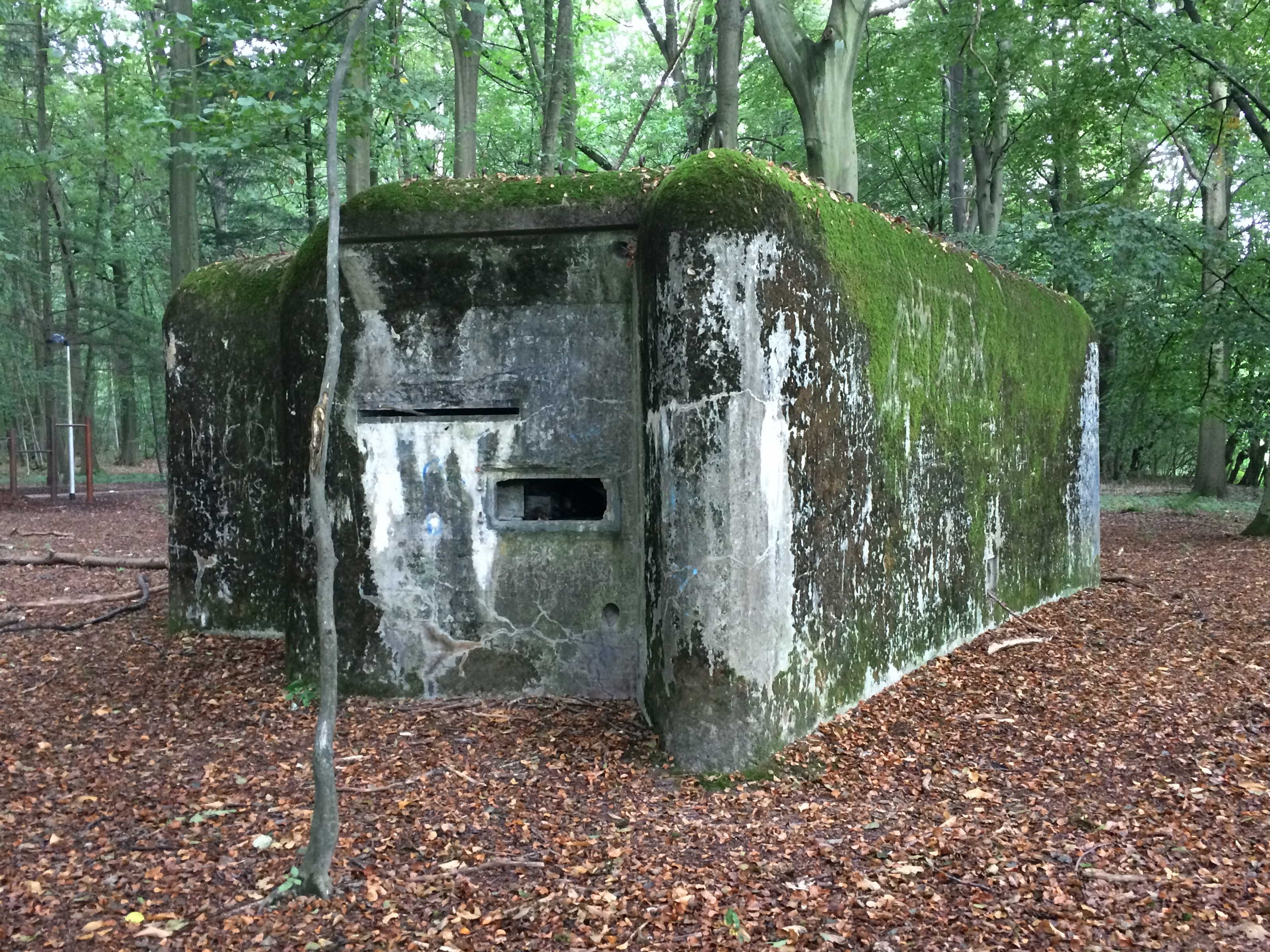
ДОТ у Вавре, що дозволяє анфіладний вогонь

- Лінія Греббе
- Лінія Мажино
- Лінія Шустера
- План Манштейна

## Подальше читання
- Cannaerts, J. (1992). De Haachtse antitankgracht. Haachts Oudheid- en Geschiedkundig Tijdschrift (нід.). 7 (4): 180—190.
- Cannaerts, J. (1992). De Haachtse antitankgracht (vervolg). Haachts Oudheid- en Geschiedkundig Tijdschrift (нід.). 8 (1): 15—28.
- Casteels, R.; Vandegoor, G. (2002). 1940 in de regio Haacht. De Belgische eenheden op de KW-stelling (нід.). De Slegte.
- Demarsin, K. en Berwaerts, K (November 2009). Bunkers Binnenste Buiten. Een nieuw leven voor de KW-linie (PDF). Erfwoord (нід.) (56): 27—29.
- Demarsin, K., Berwaerts, K., Deleu, T., Cannaerts, J. en Sels, T. (2010). De KW-lijn: nutteloos in het verleden, nuttig in het heden (PDF). Fortengorderls Nu! Actuele Omgang Met Forten, Gordels en Verdedigingslinies. Verslagboek van Het Colloquium, Antwerpen, 25-26 September 2009 (нід.): 93—103.
- Epstein, Jonathan (2014). Belgium's Dilemma : the Formation of the Belgian Defense Policy, 1932–1940. Leiden: BRILL. ISBN 978-90-04-25467-1.
- Pied, Robert (1989). Sous la menace d'une invasion : Wavre, centre antichar et les défenses environnantes sur la ligne KW, 1939-1940" (фр.). Т. Tome 1.
- Pied, Robert (1991). L'enfer de la Dyle : Wavre et environs, mai 1940 (фр.). Т. Tome 2.